# RTP2
L'RTP2 és el segon canal de televisió públic portuguès de la Rádio e Televisão de Portugal, empresa pública de ràdio i televisió. Les primeres emissions van debutar el 25 de desembre del 1968. Emet únicament a Portugal sota l'eslògan "culta e adulta" (culta i adulta).
El canal va passar a anomenar-se TV2 el 1992. A l'abril del 1996, torna a adoptar el nom d'origen fins avui, però de 2004 a 2007, es va anomenar-se :2(a dois), deixant de ser un canal comercial, per transformar-se en un canal de cultural al mateix estil que el canal 33 a Catalunya, La 2 a Castella, Rai 3 a Itàlia. o Arte als països francòfons-alemanys.
Fou el primer canal de televisió portuguès en emetre per primer cop en 16:9 en el moment d'adaptació de les emissions analògiques a les digitals. La seu central, al principi a Lisboa, capital portuguesa, ha estat traslladada al Porto.

## Direcció
La Teresa Paixão assumeix el càrrec de Directora de Continguts de l'RTP2 i en Paulo Dentinho assumeix el càrrec de direcció dels informatius de l'RTP.

## Programació

### Informació
- Jornal 2
- Página 2
- Euronews
- Sociedade Civil
- Olhar o Mundo
- A Entrevista de Maria Flor Pedroso

L'RTP2 emet regularment una selecció de documentals del National Geographic

- Este sábado
- Parlamento
- Eurodeputados

### Cultura
- Agora
- Literatura Agora
- Palcos Agora
- Grande Valsa
- Bairro Alto
- Palcos
- Concertos na Avenida
- Docs
- Natureza e Vida Selvagem
- Cosmos-Odisseia no Espaço
- National Geographic

### Magazins
- Arquitectarte (architecture magazine)
- Artes de Rua (street arts, magazine)
- Bastidores (cinema magazine)
- Biosfera (environment and ecology magazine)
- Câmara Clara (arts magazine)
- Agora (arts magazine)
- Couto & Coutadas (hunt magazine)
- Da Terra ao Mar (agriculture magazine)
- Iniciativa (business development magazine)
- Universidades (universities magazine)
- Vida por Vida (fire fighters magazine)

### Minories
- O povo que ainda canta
- A Fé dos Homens
- Caminhos
- 70x7

### Esports
- Desporto 2

### Juvenil-infantil
- Zig Zag
- Ilha das Cores
- Foxy & Meg
- Eu Quero Ser

### Temàtics
- Janela Indiscreta, com Mário Augusto (cinema)
- Ingrediente Secreto
- Olhar a Moda

### Sèries
- Borgen
- O Paraíso
- Contentor 13
- O Povo que Ainda Canta
- Britcom